# Мала Бодья
Мала Бо́дья (рос. Малая Бодья, удм. Покчи Бодья) — присілок в Малопургинському районі Удмуртії, Росія.
Урбаноніми:
- вулиці — Гагаріна, Першотравнева, Трактова, Шкільна

## Населення
Населення — 312 осіб (2010; 305 в 2002).
Національний склад станом на 2002 рік:
- удмурти — 87 %

## Подія
16 травня 2018 року, у результаті підпалу трави на території колишнього військового полігону, у селі Пугачово трапилася пожежа, через що відбулися вибухи на колишньому військовому полігоні поблизу селища. Мешканців села Мала Бодья, селища Пугачово та сільського поселення Кечовське було евакуйовано на безпечну відстань.